# Franziskus Xavier von Salm-Reifferscheldt
Franziskus Xavier von Salm-Reifferscheldt (en allemand : Franz Xaver), né le 1er février 1749 à Vienne (Autriche) et mort le 19 avril 1822 à Klagenfurt, est un cardinal autrichien du XIXe siècle, évêque de Gurk de 1783 à sa mort. Il est également considéré comme un pionnier dans l'alpinisme.

## Biographie
Fils cadet du comte originel (Altgraf) Anton Joseph Franz von Salm-Reifferscheidt (1720-1769) et de son épouse Maria Anne von Rogendorf, Franziskus Xavier est issu d'une branche ardennaise de la maison de Salm. Son père, le fondateur de la lignée des seigneurs de Raitz (Rájec) en Moravie, était éducateur du futur empereur Joseph II et chevalier de la Toison d'or.
Il fréquente l’Académie de la reine Thérèse à Vienne et est étudiant de théologie à Rome, où il est ordonné prêtre par le pape Pie VI le 25 août 1775. Il exerce des fonctions au sein de la Curie romaine, notamment, par l'intercession de l'impératrice Marie-Thérèse, auprès de la Rote romaine. Devenu chanoine des chapitres à Salzbourg, Olomouc, Cologne et Strasbourg, il est finalement nommé prince-évêque de Gurk le 20 novembre 1783 par l'empereur Joseph II, confirmé par le pape le 24 juillet 1784. Le 9 août suivant, il reçut la consécration épiscopale des mains de Hieronymus von Colloredo-Mansfeld, prince-archevêque de Salzbourg.

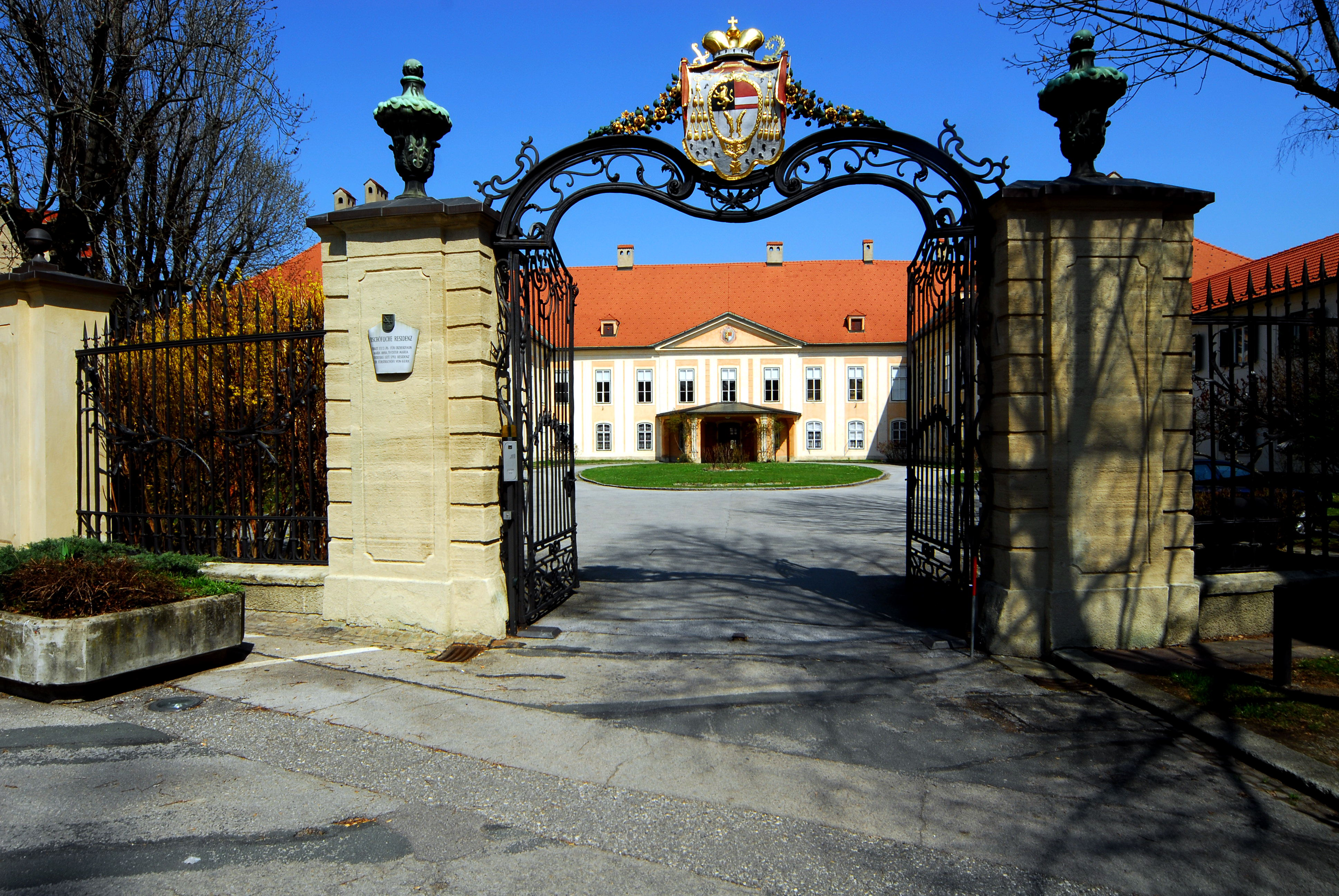
La résidence épiscopale à Klagenfurt.

Franziskus Xavier von Salm fut le dernier des évêques de Gurk résidant au château de Straßburg : en 1786, face aux réformes ecclésiastiques du joséphisme, notamment la suppression de l'abbaye de Viktring, il transféra son siège épiscopal de Gurk à Klagenfurt, la capitale du duché de Carinthie. En 1791, il emménage dans le palais de l'archiduchesse Marie-Anne d'Autriche décédée. La collusion avec les archevêques de Salzbourg, de Gorizia (Goritz) et de Ljubljana a permis d'élargir considérablement le territoire de son diocèse. Durant les guerres napoléoniennes, Klagenfurt est occupée par les troupes françaises à plusieurs reprises. Le 30 mars 1797, Napoléon Ier lui-même s'arrêta à la ville ; deux jours auparavant, son général André Masséna avait logé au palais épiscopal.
Le pape Pie VII le crée cardinal lors du consistoire du 23 septembre 1816. Il ne reçut jamais de titre. Les dernières années de son épiscopat furent malheureusement ternies par des litiges avec l'archevêché de Salzbourg et également par des difficultés économiques. Néanmoins, l'évêque reste dans les mémoires comme un généreux protecteur des lettres et des arts, et comme un ami de la nature en organisant la première ascension du mont Grossglockner en 1799-1800.

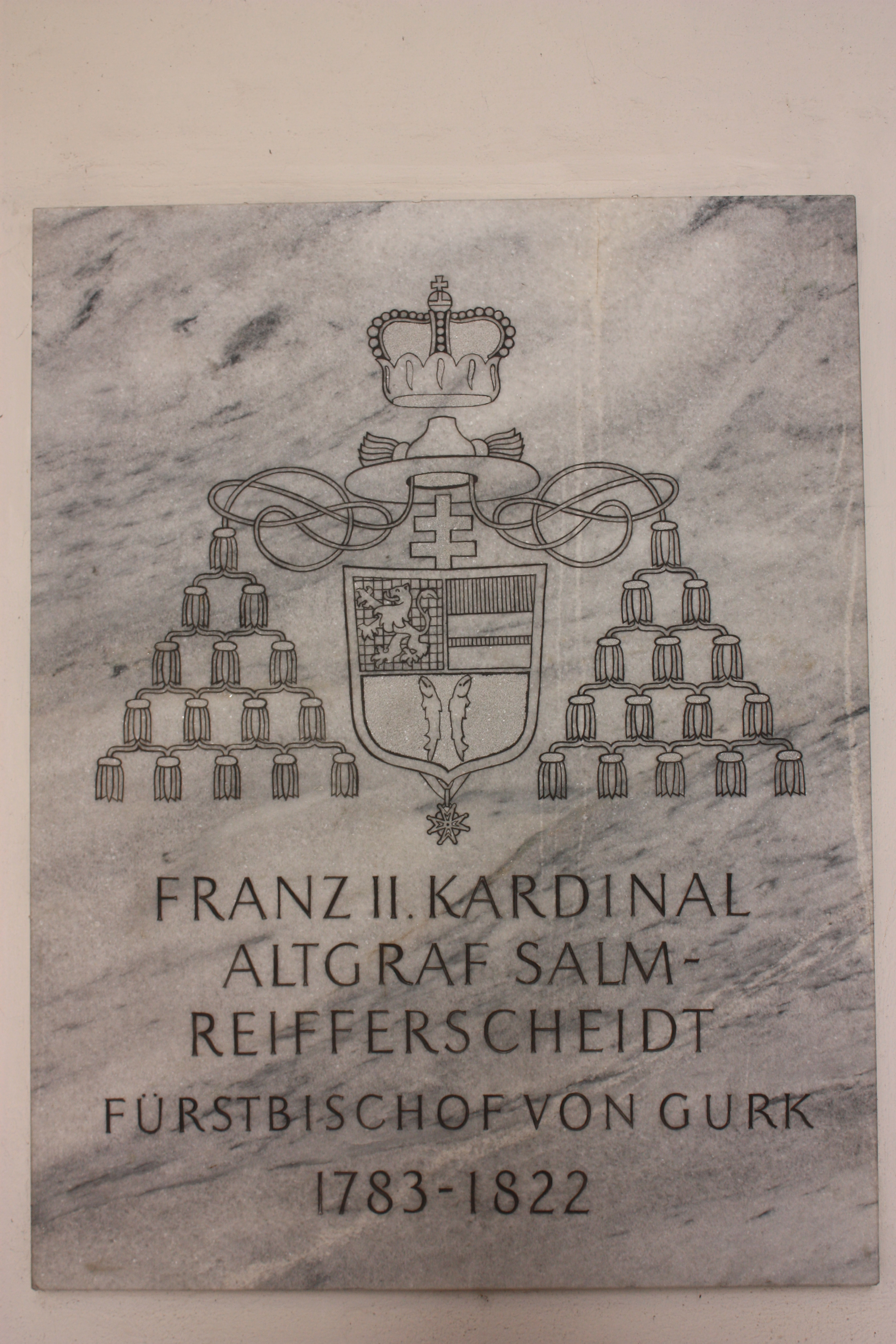
Dalle commémorative à Straßburg.

En 1822, Franziskus Xavier von Salm succomba à une attaque cérébrale lors d'une balade. Il a été enterré dans l'église paroissiale Saint-Nicolas à Straßburg.

### Source
- Fiche du cardinal du site FIU

- (de) Cet article est partiellement ou en totalité issu de l’article de Wikipédia en allemand intitulé « Franz II. Xaver von Salm-Reifferscheidt » (voir la liste des auteurs).